# Grad Lintner
Das Grad Lintner (Einheitenzeichen °L), benannt nach dem deutschen Chemiker Karl Lintner, ist eine Einheit im Brauwesen, mit der die Fähigkeit von Malzenzymen gemessen wird, Stärke zu Zucker zu reduzieren (diastatische Kraft). In Europa wird diese Einheit allerdings eher selten verwendet und stattdessen in Windisch-Kolbach-Graden (°WK) gemessen
(die folgenden Formeln sind Zahlenwertgleichungen, d. h. sie beziehen sich nicht auf die Einheiten selbst, sondern auf deren Zahlenwerte; diese werden hier dargestellt mit geschweiften Klammern um die Einheitenzeichen, z. B. ist {°L} gleich dem Wert der Enzymaktivität geteilt durch Grad Lintner; Beispiel anhand der beiden Werte aus dem Vergleich mit Katal von unten: (334 + 16) / 3,5 = 100)
{\displaystyle {\begin{aligned}\{{}^{\circ }{\mbox{WK}}\}&=\left(3,5\cdot \{{}^{\circ }{\mbox{Lintner}}\}\right)-16\\\Leftrightarrow \{{}^{\circ }{\mbox{Lintner}}\}&={\frac {\{{}^{\circ }{\mbox{WK}}\}+16}{3,5}}\end{aligned}}}
und
100 °L = 334 °WK = 3,014·10−7 Katal = 18,08 Enzymeinheiten